# 埃米尔·王德威尔得
埃米尔·王德威尔得（Emile Vandervelde，1866年1月25日—1938年12月27日），比利时社会主义政治家、比利时工党领袖。

## 生平
生于比利时布鲁塞尔南郊伊克塞勒的一个中产家庭。
1881年进布鲁塞尔自由大学，1885年毕业，获法律博士学位，在布鲁塞尔当律师。1885年加入比利时工人党，参与领导比利时工人为争取普选权举行的3次全国性总罢工(1893、1902和1913年)。1894年起被选为议员，领导过争取普选权的运动。1900年以后成为比利时工人党议会党团领袖。从1900年9月起，第二国际在布鲁塞尔设立常设机构社会党国际局，他担任主席至1918年。1905年曾与中国革命家孙中山会面，但未同意其加入第二国际的请求。
1914年第一次世界大战爆发后，持社会沙文主义立场，公开支持世界大战。1914年8月4日被任命为国务大臣。
1918～1937年，先后在比利时政府担任司法、外交、不管和公共卫生部大臣。十月革命后反对苏维埃俄国，支持对苏俄进行武装干涉。1919年参加国际联盟的创建工作致力于恢复第二国际，1922年前往苏俄首都莫斯科在社会革命党人审判中为被告人辩护。1923年被选为新成立的社会主义工人国际常务局委员、总书记直至1938年。1925年任联合政府外交大臣，参与缔结“罗迦诺条约”。1930年9月至10月应中国国民党中央党部邀请访华、演讲，在北京大学等处发表演说，宣扬国际联盟是保障世界和平的机构。后反对建立共产党和社会党的反法西斯统一战线。1937年退休后任布鲁塞尔大学法学教授。著有《集体主义与工业发展》、《社会主义对国家》、《比利时工党》等书。